# Cyclocephala epistomalis
Cyclocephala epistomalis är en skalbaggsart som beskrevs av Bates 1888. Cyclocephala epistomalis ingår i släktet Cyclocephala och familjen Dynastidae. Inga underarter finns listade i Catalogue of Life.